# La Paz (paroisse civile)
Pour les articles homonymes, voir La Paz.
La Paz est l'une des quatre paroisses civiles de la municipalité de Pampán dans l'État de Trujillo au Venezuela. Sa capitale est Monay.